# علي أصغر بديع زادكان
سيد علي أصغر بدیع زادكان ( إبریل 1940  في أصفهان - 25 أیار 1972  في طهران ) كان أحد مؤسسي منظمة مجاهدي خلق الإيرانية، الذي أسس مع محمد حنيف نجاد وسعيد محسن منظمة مجاهدي خلق الإيرانية في عام 1965. ألقي القبض على علي أصغر بديع زادكان من قبل السافاك عام 1971 وتم إعدامه في 25 أیار 1972  ، مع مؤسسين آخرين وعضوين في مقر المنظمة.

## السيرة الذاتية والأنشطة
أكمل بديع زادكان تعليمه الابتدائي والثانویة في أصفهان وكرج وطهران. من عام 1958، درس في قسم الهندسة الكيميائية بالكلية التقنية بجامعة طهران . أصغر بديع زادكان، الذي کان یشهد آلام ومعاناة الشعب المضطهد والمحروم، شأنه شأن أصدقائه الآخرين، یفكر في إيجاد حل لإنقاذ الناس من اضطهاد نظام الشاه. ومن خلال دراسة الحركات السياسية والاجتماعية في إيران، أدرك أنه على الرغم من الجهود المبذولة من قبل أبناء الشعب وتضحياتهم، إلا أن كل سبل النضال لتغيير الوضع من داخل أنظمة وأجهزة النظام الملكي باءت بالفشل . ولهذا السبب كان عقله البحثي والإبداعي يبحث عن حل.
في عام 1961، دمر فيضان حي «جوادية» في طهران، وشكل طلاب الجامعات فرق إغاثة لإصلاح الأضرار . عندما تسبب زلزال مدینتي «آوج» و«قزوين» عام 1963 في الدمار وانشأت مباني هناك من قبل مختلف المنظمات السياسية، أظهر سعيد المؤسس، إلى جانب أصغر بديع زادكان والعديد من زملائهما في الجامعة، أظهر ولاءهم للشعب وتعاطفهم مع الناس، حیث تركوا اشغالهم والدراسة الجامعیة و العیش في مدينتهم  و هموا بالعمل والتعایش مع المواطنین العادیین هناك لعدة أشهر.

## تأسيس منظمة مجاهدي خلق الإيرانية
وخلص أصغر بديع زادكان، إلی جانب کل من محمد حنيف نجاد وسعيد محسن، في تلخيص أسباب فشل النضلات الماضية، إلى أن هذه الحملات لم تكن تتمتع بقيادة وتنظيم محترفين. معتقدًا أنه دون التخلي عن وظيفته وماله وتعليمه وحياته، لا يمكنه مواصلة الكفاح ضد القمع، أسس مع محمد حنيف نجاد وسعيد محسن منظمة مجاهدي خلق من خلال تلخيص نضالات الشعب الإيراني ومن عام 1344 إلى عام 1350. لمدة 6 سنوات، عملوا على صياغة التعالیم الأيديولوجية والتنظيمية والإستراتيجية.
خلال هذه السنوات، وبفضل مهنته التي أتاحت له التواصل مع الطلاب واستخدام مرافق الجامعة، قدم خدمات قيمة في نمو المنظمة، سواء من حيث الموارد البشرية وکسب الکوادر، أو من حيث توفير الإمکانیات.
ومنذ آب/ اغسطس 1970 إلی یونیو 1971، أقام في باريس وبيروت وعمان وسوريا " بصفته مسؤولاً عن تنسيق التنظیم وأنشطته في الخارج" وأکمل دورات تدريبية في الرماية وصناعة المتفجرات في معسكرات حرکة فتح الفلسطینیة.

## الاعتقال والإعدام

### اعتقال
عام 1971، وفي اعقاب فشل خطة اختطاف «شهرام بهلوي نیا»، تم اعتقاله وتعذيبه على يد السافاك. وبعد اعتقاله تعرض لصنوف التعذيب الرهيبة. أصيب بحروق بالغة على موقد كهربائي، لكنه أظهر قدرا من التماسک والاستقامة حتى أصبح قدوة لكل المقاتلين ومجاهدي خلق. لقد أحرقوه بشكل متواصل لأكثر من أربع ساعات، واستمر الحرق حتى اخترق الجلد واللحم ووصل إلى الحبل الشوكي، لكن أصغر لم یتفوه بکلمة رغم أنه كان على وشك الإصابة بالشلل. وضعوه في الزنزانة في تلك الحالة، وكانت جروح جسده ملتهبة والرائحة الكريهة ملأت زنزانته الصغيرة. وبينما كان شبه مشلول ولم يعد يستطيع المشي، أمسك شخصان بإبطيه وسحباه إلى غرفة التعذيب والتحقيق.
كان أصغر بديع زادكان مؤسس المقاومة الصابرة العنيدة تحت التعذيب إلى أقصى حدود الطاقة البشرية . وقال : "إن قيمة كل فرد في النضال بقدر التضحیات التي یسترخصها فئ مسار النضال ".

### تنفيذ قرار الإعدام
لقد نفذ قرار الإعدام رمیًا بالرصاص علي أصغر بدیع زادكان في 25 أیار 1972، وهو مصاب بالشلل بسبب التعذيب، مع مؤسسي منظمة مجاهدي خلق الآخرين، محمد حنيف نجاد وسعيد محسن، وعضوين من أعضاء اللجنة المركزية للمنظمة، عبد الرسول مشكين فام ومحمود عسكري زاده بساحة جیتکر.

### مكان الدفن
یقع مدفن علي اصغر بدیع زادکان في القطعة 33 من  مقبرة بهشت الزهراء في طهران. بعد الثورة، ولفترة قصيرة من الزمن، تم تغيير اسم الكلية التقنية في جامعة طهران إلى كلية بديع زادكان التقنية.

### حول إعدامهم
ملخص ذكرى مرتضى أديمي :
«في خريف عام 1972، عندما كنت أادي خدمتي العسكرية في ثكنة عباس آباد في طهران، كان من المفترض أن نذهب إلى ميدان الرماية في ساحة جیتکر للتدريب على الرماية. عندما وصلنا إلى ميدان الرماية، لاحظت بضعة أزواج من الأحذية ملقاة في الزاوية على الطريق. ذهبت إليهم. أوقفني جندي كان حريصًا على عدم تجاوز خط النار وقال لي: هل تبحث عن حذاء سیدي؟ قلت نعم. كان الأمر كما لو كان يبحث عن شخص ما للتحدث معه. قال بتجاعيد الوجه :
کان  هناك خمسة أشخاص لقد تم إحضارهم إلى هنا في الصباح الباكر منذ بضعة أشهر فقط. كانوا صغارا. ولا أعرف مقدار التعذيب الذي تعرضوا له. وكان قي صدورهم قلب الأسد. وهتفوا بالموت للملك. وظلوا يصرخون: الله أكبر. الله أكبر. لم أرى أحداً شجاعاً مثلهم. ما کان للخوف أو الرعب سبیلا لهم. وکان الأمر كما لو أنهم کانوا یزغبون ان یطلق النار عليهم.
تم إحضار مجموعة من الجنود لإعدامهم. لكن لم يذهب أحد إلى خط النار. ولم يكن أي جندي على استعداد لإطلاق النار عليهم. ولم يتوقفوا عن تلاوة القرآن وترديد الشعارات . ولم يسمحوا أن تکون عیونهم معصوبة. الضابط المشرف علی إطلاق النار الذي رأى هذا المشهد، كان عليه أن يذهب ويحضر بمجموعة أخرى من الأشخاص الآخرین من العرفاء وضباط الصف. لقد وضعهم في خط النار وأجبرهم على إطلاق النار. هذه الأحذية تعود إلی الذین تم اعدامهم...
وعندما عدت إلى الثكنة، قال ضابط صف : هؤلاء الأشخاص الخمسة كانوا من مجموعة مع مهدي رضائي. ثم أخبرني بفقرات من نص الدفاع لمهدي الشهيد. في تلك الأيام، لم أكن أعرف حنيف نجاد، ولا سعيد محسن، ولا أي شخص آخر من مجاهدي خلق. ولم أتعرف على اسم مهدي رضائي إلا من خلال الصحف . لكنني عرفت أنهم فدائیون شرفاء يناضلون من أجل تحریز الشعب من نظام الشاه، وفي حلمي تمنيت رؤيتهم ...»

## وجهات نظر
کان أصغر بديع زادكان يقول: قيمة كل فرد في القتال تساوي مقدار التضحیة التي‌تبذلها في مسار النضال كيف يمكن أن یسمي شخص لم یضحي بشي بانه مناضل؟
و کان یرى ویؤمن یأن هذه المرة يجب أن تنطلق حرکة تؤدي في النهاية إلى النصر، حتى لو استغرق الأمر وقتًا طويلاً. يجب أن یكون هناك بحث عن ایجاد طريقة منطقية وعملیة للنضال  بحیث تخرجه من طریقه المسدود.
يجب القبض بالبندقية التی بقت علی الأرض من عهد القائد ستار خان رائد الثورة الدستوریة وميرزا كوجك خان قائدحرب الغابات والتقطها مرة أخرى ثم نعود إلى الميدان بطريقة جديدة.